# Cezar Orszanski
Cezar Abramowicz Orszanski (ros. Цезарь Абрамович Оршанский, ur. 14 marca 1927, zm. 7 listopada 2016) – radziecki animator i reżyser filmów animowanych.

## Życiorys
W 1968 roku ukończył Leningradzki Instytut Malarstwa, Rzeźby i Architektury im. I. Riepina. Od 1959 roku pracował w studiu Kijewnauczfilm najpierw jako animator, następnie od 1960 roku jako asystent reżysera, a od 1966 roku jako reżyser.

## Wybrana filmografia
- 1966: Dlaczego kogut ma krótkie spodenki
- 1970: Kaczorek Tim
- 1978: Pierwsza zima